# Вотруба, Франтишек
Франтишек Вотруба (чеш. František Votruba; 13 апреля 1880, Чишки, Австро-Венгрия — 18 ноября 1953, Братислава) — чехословацкий поэт, публицист, переводчик, литературный критик, журналист и политик. Член Словацкой академии наук (1953). Один из основателей современного литературоведения в Словакии.

## Биография
Учился в гимназии в Таборе, но учёбу не окончил по финансовым причинам. Решил освоить профессию продавца книг. Затем занимался журналистской и литературной деятельностью в Праге. По рекомендации друзей, выучил словацкий язык, заинтересовался местной культурой и людьми и стал словакофилом, идеологически связанным, в частности, с движением словацкой интеллигенции, идеи которого он представил чешской общественности. В 1902 году отправился в Словакию (тогда входившую в состав Австро-Венгрии), где работал редактором, литературным критиком и историком. Был издателем ряда периодических изданий, членом редколлегии периодических изданий «Денница» и «Пруда», редактором «Словенского денника» (1919—1923). Вместе со своей женой Штефаной в 1918—1929 годах издавал детский журнал «Оржишки».
Как поэт, писал под псевдонимом Андрей Клас, публиковал стихи в стиле модернизма, импрессионизма и символизма, которые были опубликованы посмертно в сборнике «Тихие аккорды» (1980).
Автор трудов о творчестве словацких писателей и поэтов С. Халупки, Я. Краля, П. Гвездослава, И. Краска и др.
Занимался переводами с немецкого, польского, русского, украинского и лужицкого языков.
Активный пропагандист чешско-словацкого сотрудничества. В межвоенный период — депутат Революционного национального собрания Чехословакии. Во время Второй Чехословацкой республики был изгнан из Словакии вместе с тысячами других чехов. После Второй мировой войны вернулся в Словакию.
В 1950 году Университет Коменского в Братиславе присвоил ему звание почётного доктора. С 1951 года работал в Институте словацкой литературы Словацкой академии наук. В 1953 году первым в Словацкой академии наук получил звание академика .

## Избранные произведения
Стихи
- 1903 / 1904 — Vo hmlách
- 1903 / 1904 — Melódia
- 1903 / 1904 — Letný večer
- 1903 / 1904 — Nálada
- 1903 / 1904 — Tam v diaľke
- 1908 — Verše znepriatelenia
- 1913 — V pozdnej jeseni
- 1915 — Na Vyšehrade nad Dunajom
- 1980 — Tiché akordy, súborné vydanie celoživotnej básnickej tvorby

Другие работы
- 1912 – Česká kniha – slovenská kniha – maďarská kniha
- 1912 – Pro organisaci slovenského knižního trhu
- 1912 – Slovenské potřeby kulturní a dnešní slovenská literatura
- 1913 – Vajanský a Hviezdoslav, dvojportrét
- 1914 – Slovenské povesti ako ľudové čítanie
- 1930 – Slovensko v politickej aktivite
- 1948 – Kniha slovenského humoru
- 1958 – Slovo k srdcu i rozumu